# 陳應魁 (嘉靖進士)
陳應魁（1520年—？），字孚元，號梅山，福建興化府莆田縣人，民籍，明朝政治人物。

## 生平
嘉靖十六年（1537年）丁酉科福建鄉試第二十九名舉人。嘉靖十七年（1538年）中式戊戌科會試第二百八十四名，登第三甲第二百一十七名進士。任工部虞衡司郎中，升浙江按察司副使。

## 家族
曾祖陳瑜，監生；祖父陳鍾，府同知；父陳淮，冠帶生員。母雍氏；生母楊氏。重庆下。